# يوهانس إنجل
يوهانس إنجل (بالألمانية: Johannes Engel)‏ هو عالم فلك وطبيب ألماني، ولد في 1463 في آيشاخ في ألمانيا، وتوفي في 29 سبتمبر 1512 في فيينا في النمسا.